# فرودگاه سبنا د لا مار
فرودگاه سبنا د لا مار (به انگلیسی: Sabana de la Mar Airport) یک فرودگاه همگانی با کد یاتا SNX است که یک باند فرود آسفالت دارد و طول باند آن ۴۸۸ متر است. این فرودگاه در کشور جمهوری دومینیکن قرار دارد و در ارتفاع ۳ متری از سطح دریا واقع شده است.